# RTP1
RTP1 és el primer canal de la RTP, l'empresa pública portuguesa de ràdio i televisió. Es va constituir el 15 de desembre de 1955 com a servei de televisió nacional, en virtut de l'article 1 del Decret nº 40 341.
Va començar a emetre experimentalment el 1956 des dels estudis 'Feira Popular' de Lisboa i regularment el 7 de març de 1957. Un anunci fet a l'inici de l'emissió deia que aquestes emissions encara no eren definitives, ja que les proves durarien uns quants mesos més. L'emissió va començar a les 21:30, i amb això va arribar la primera emissió de la marxa del Derby Day (de Robert Farnon) per televisió. RTP volia encarregar una marxa utilitzada per obrir la seva programació diària, però com que la tasca costava molt de temps, el problema es va resoldre després de trobar un munt de discos de Chapell per seleccionar la pista més tard. La primera locutora del període regular, Maria Helena Varela Santos, va anunciar l'alineació de la vetllada i va anar seguida d'un discurs de Domingos de Mascarenhas sobre el futur de RTP. Durant tota la nit s'han observat problemes tècnics, incloent una sèrie de problemes amb el so.
Va assolir dues fites importants quan va abastar el 100% de la població portuguesa, a mitjans dels anys 60, i quan va començar a emetre en color, 7 de març de 1980.
RTP1, el canal portuguès més antic, és de caràcter generalista i basa la seva programació en ficció portuguesa, informació, esports i entreteniment.